# Regniéville
Regniéville is een voormalige plaats en gemeente in het Franse departement Meurthe-et-Moselle.

## Geschiedenis
In de eerste Wereldoorlog werd rond Regniéville zwaar gevochten aangezien het het dicht bij de saillant van Saint-Mihiel was gelegen. Na de Slag bij Saint-Mihiel was de plaats geheel verwoest en er werd slechts een klein deel herbouwd, waaronder de kerk, die op 21 september 1930 werd heringewijd.

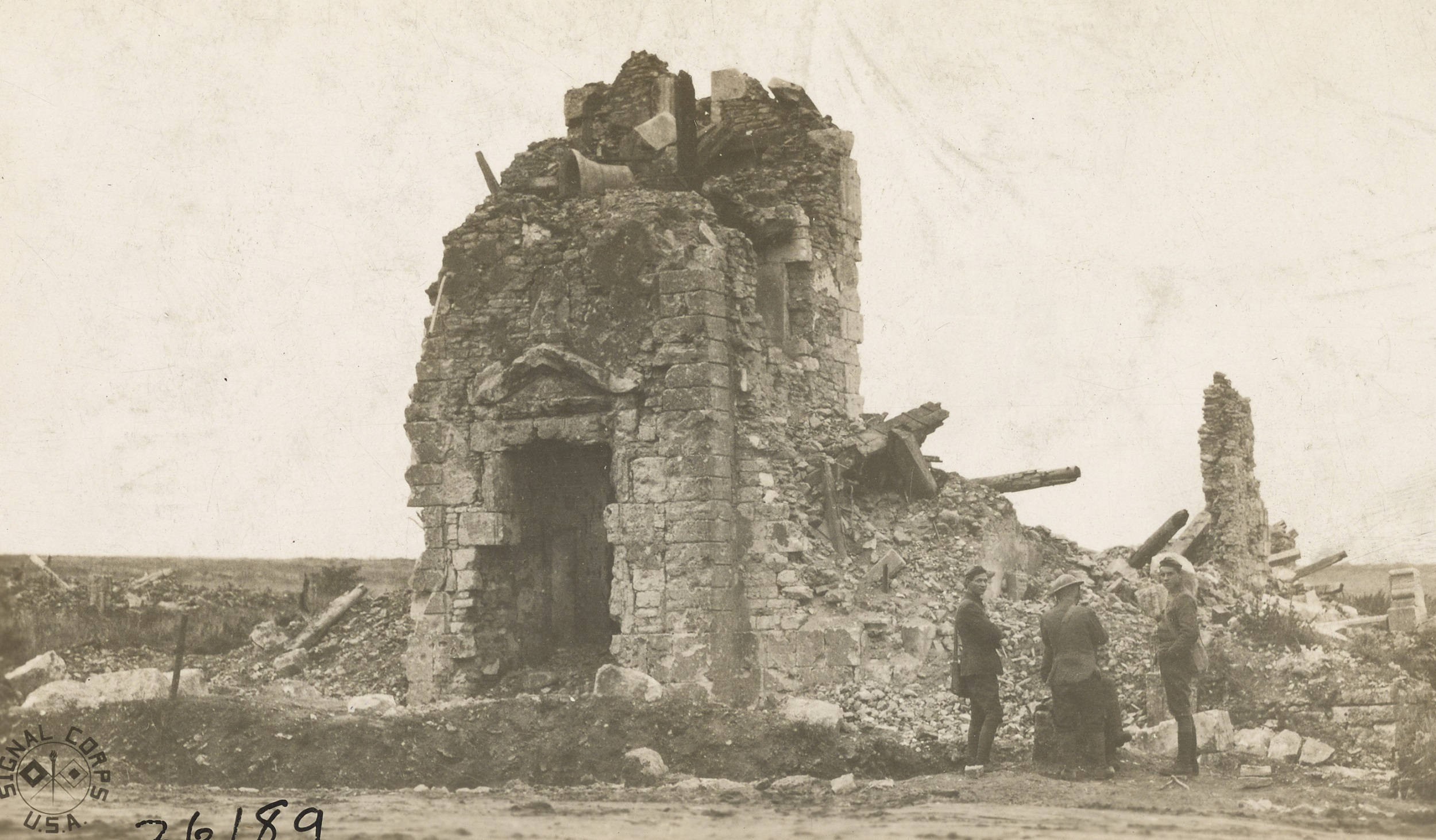
De ruïnes van de kerk in 1918
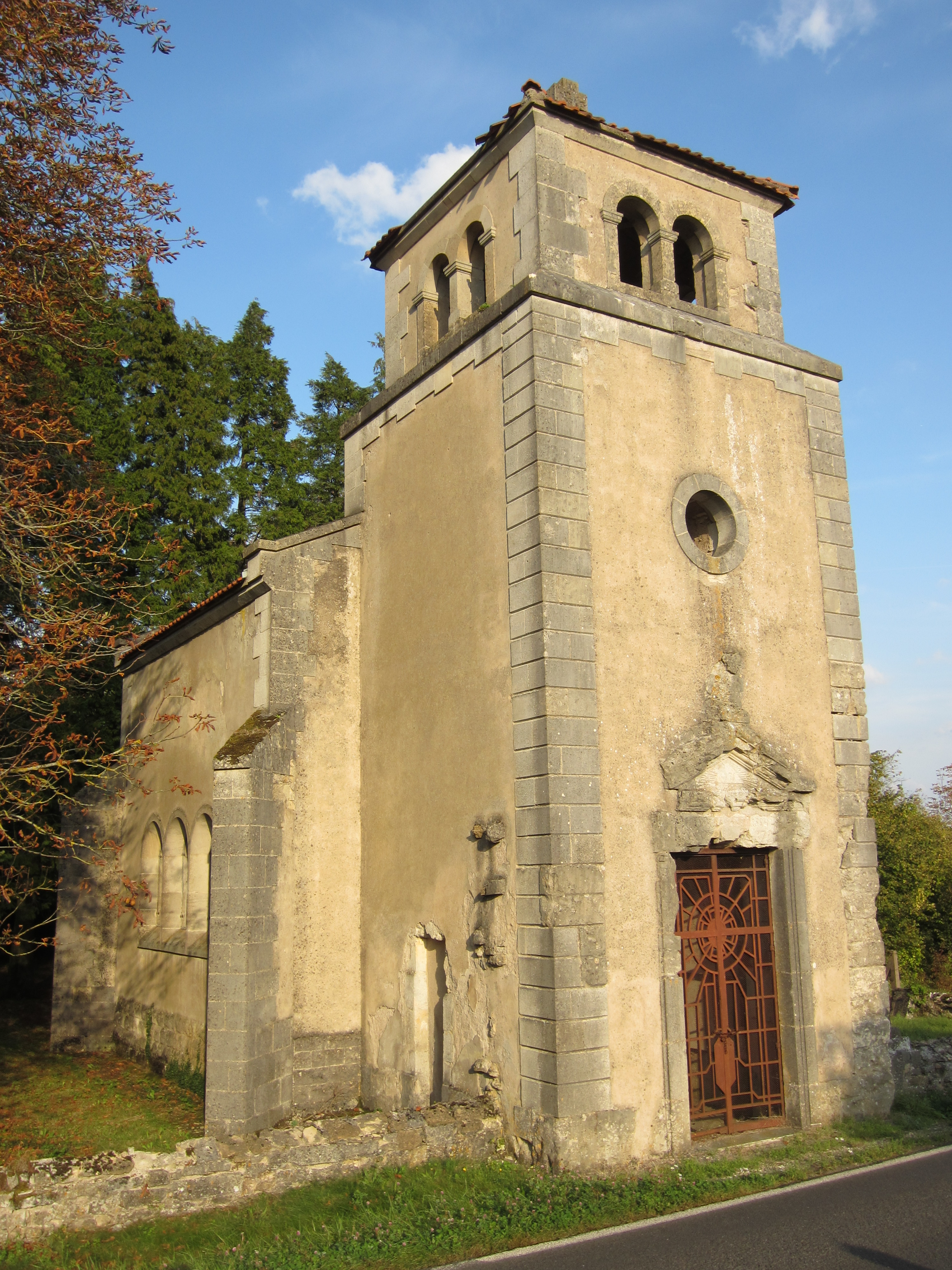
De herbouwde kerk

## Gemeentefusie
Op 1 oktober werd het grondgebied van Regniéville opgenomen in de gemeente Thiaucourt. Ter herinnering aan de het vernietigde plaats werd veranderde de gemeente op 22 december 1962 naar  Thiaucourt-Regniéville.